# 阿特·蔡尔德
阿特·蔡尔德（英語：Art Child，1915年9月15日—1996年6月30日），英国男子冰球运动员，场上位置是守门员。他曾代表英国国家队参加1936年冬季奥林匹克运动会冰球比赛，获得一枚金牌。